# Шао Юн
Шао Юн (кит. упр. 邵雍, пиньинь Shào Yōng) по прозванью Яофу (кит. 堯夫), посмертное имя — Шао Канцзе (кит. упр. 邵康節, пиньинь Shào Kāngjié) (1011—1077) — китайский философ, основоположник нумерологического направления в неоконфуцианстве.
Был дружен с Чжан Цзаем, Чэн И и Чэн Хао. Вёл уединённый образ жизни, занимался исключительно научным трудом. Основываясь на комментирующей части «Книги перемен», Шао Юн связал даосские космогонические построения с учением Мэн Кэ о познании, создав целостное учение о «прежденебесной» структуре Вселенной. Своё учение Шао Юн называл «нумерологией» (по аналогии с одним из направлений ицзинистики). Взгляды Шао Юна оказали большое влияние на развитие нумерологической методологии науки и философии в позднесредневековом Китае, в том числе отразились в теории классической китайской медицины.
Основные сочинения: «Хуан цзи цзин ши» («Свыше предопределённое управление миром»), «Юй цяо вэньда» («Вопросы и ответы рыбака и дровосека»), «Ичуань цзи жан цзи» («Сборник произведений о вспахивании земли в Ичуане»).